# Eromidia clotho
Eromidia clotho är en fjärilsart som beskrevs av William Schaus 1914. Eromidia clotho ingår i släktet Eromidia och familjen nattflyn. Inga underarter finns listade i Catalogue of Life.